# Xã Des Arc, Quận Prairie, Arkansas
Xã Des Arc (tiếng Anh: Des Arc Township) là một xã thuộc quận Prairie, tiểu bang Arkansas, Hoa Kỳ. Năm 2010, dân số của xã này là 272 người.